# Episodi di Sanditon (seconda stagione)
La seconda stagione della serie televisiva Sanditon, composta da 6 episodi, è stata trasmessa dall'emittente statunitense PBS dal 20 marzo al 24 aprile 2022. Nel Regno Unito è stata interamente distribuita sulla piattaforma streaming BritBox il 21 marzo 2022.
In Italia è andata in onda su Sky Serie dal 20 luglio al 3 agosto 2022.
| nº | Titolo originale | Titolo italiano | Prima TV USA   | Prima TV Italia |
| -- | ---------------- | --------------- | -------------- | --------------- |
| 1  | Episode 1        | Episodio 1      | 20 marzo 2022  | 20 luglio 2022  |
| 2  | Episode 2        | Episodio 2      | 27 marzo 2022  | 20 luglio 2022  |
| 3  | Episode 3        | Episodio 3      | 3 aprile 2022  | 27 luglio 2022  |
| 4  | Episode 4        | Episodio 4      | 10 aprile 2022 | 27 luglio 2022  |
| 5  | Episode 5        | Episodio 5      | 17 aprile 2022 | 3 agosto 2022   |
| 6  | Episode 6        | Episodio 6      | 24 aprile 2022 | 3 agosto 2022   |